# Lycopodioides chrysocaulos
Lycopodioides chrysocaulos là một loài thực vật có mạch trong Họ Thạch tùng. Loài này được (Hook. & Grev.) H.S. Kung mô tả khoa học đầu tiên năm 1988.